# Веспины
Общественные осы (лат. Vespinae) — подсемейство складчатокрылых ос (Vespidae). К подсемейству Vespinae относятся наиболее высокоразвитые («эусоциальные») осы в семействе, отличающиеся сложным поведением и архитектурой гнёзд. Характерным морфологическим признаком веспин являются наличие многочисленных волосков на теле и форма брюшка (у основания брюшко как бы обрублено, у остальных Vespidae основание брюшка плавно суживается к груди). К ним, в том числе, относятся крупные осы шершни.

## Биология
Все веспины имеют однолетние колонии, для которых характерна моногинность (то есть наличие в гнезде лишь одной яйцекладущей самки, «царицы»). Цикл развития начинается весной (в умеренных широтах Евразии и Северной Америки), в апреле-мае, когда самки основывают небольшие гнёзда в различных укрытиях. Первые рабочие осы появляются в конце мая-июне, а поколение самок и самцов — в сентябре. Осенью вне гнёзд происходит спаривание самок и самцов; к наступлению холодов самцы, старая матка и рабочие осы гибнут, а на зимовку остаются молодые самки. Весной они начинают весь цикл сначала. Однако некоторые виды имеют укороченный колониальный цикл — поколение самок выводится уже в июле. В экваториальных широтах (где распространены некоторые виды рода Vespa), с отсутствием каких-либо сезонов, колонии основываются и распадаются в течение всего года.

## Гнездование
Гнёзда веспиний всегда с внешней оболочкой («конвертом»), соты внутри располагаются ярусами, один за другим, и присоединены друг к другу подпорками (так называемые калиптодомные стелоцитарные гнёзда). В зависимости от рода и вида, внутри может быть от 3 до 10 или больше ярусов сот.

## Классификация
Подсемейство Vespinae включает в себя 4 рода и 67 видов. Род Provespa насчитывает 3 вида из Юго-Восточной Азии и в России не встречается, Vespa («шершни») — 23 вида, Dolichovespula («длиннощёкие осы») — 19 видов, и Vespula («короткощёкие осы») — 22 вида.
- Vespinae
  - Vespa Linnaeus, 1758
  - Dolichovespula Rohwer, 1916
  - Vespula Thomson, 1869
  - Provespa Ashmead, 1903

## Палеонтология
Древнейшие веспины были найдены в отложениях палеоцена Франции.

## Распространение
Вся континентальная Европа, Россия (на северо-востоке вплоть до Чукотки), Восточная и Юго-Восточная Азия (включая Индонезию и Филиппины), Индия, Северная Африка и Северная Америка (Канада и США). На настоящий момент некоторые виды интродуцированы в Австралию и на Мадагаскар.

## Галерея

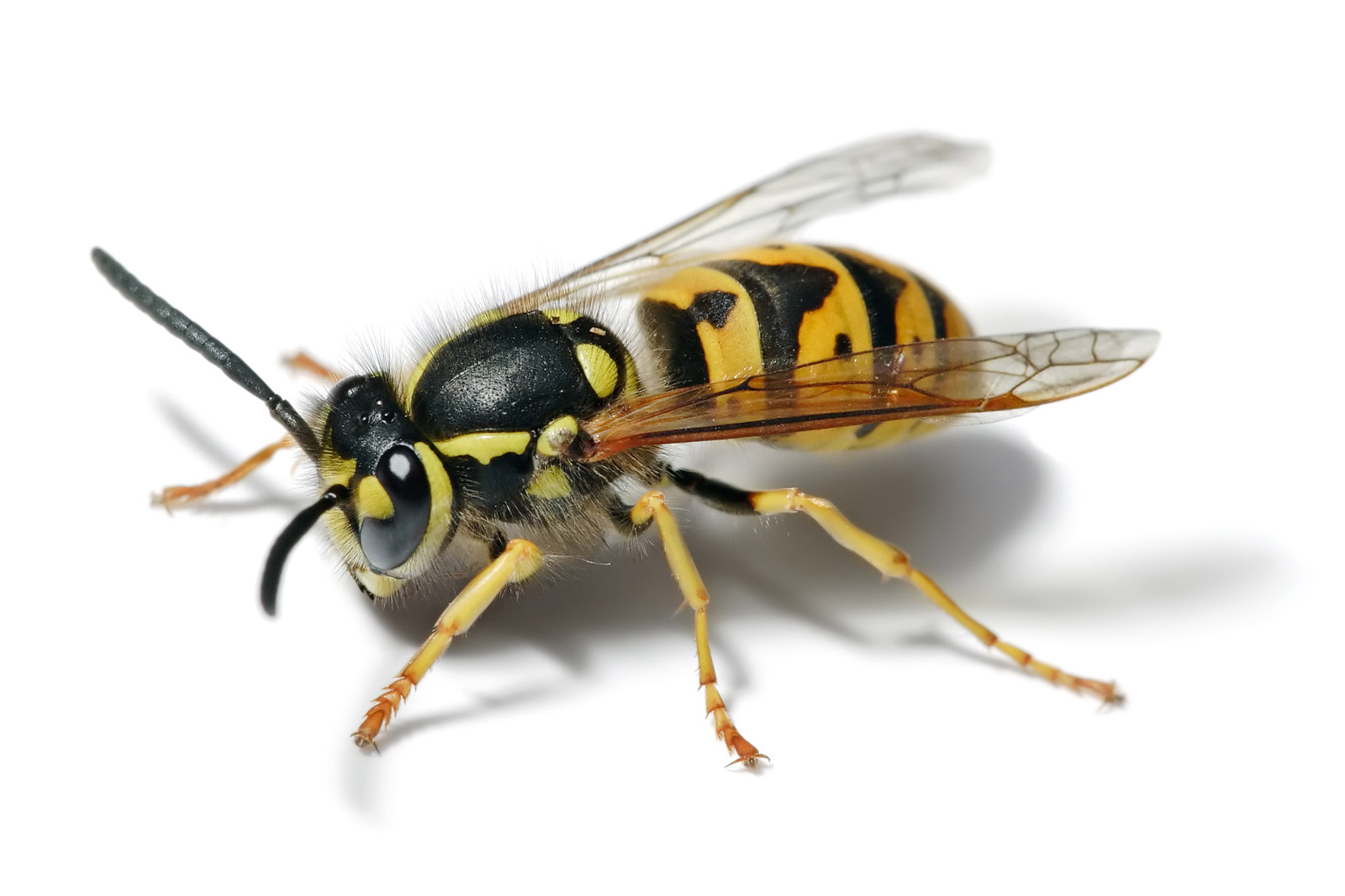
Европейская обыкновенная оса
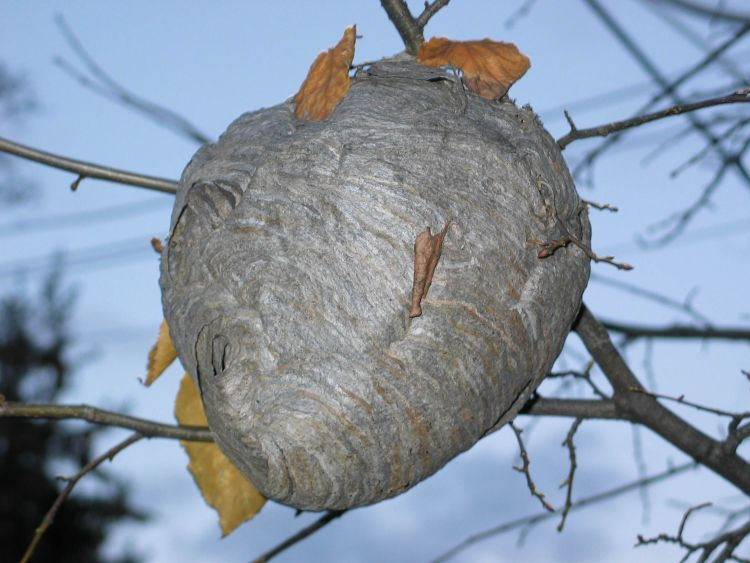
Гнездо шершня
Вид с другого угла

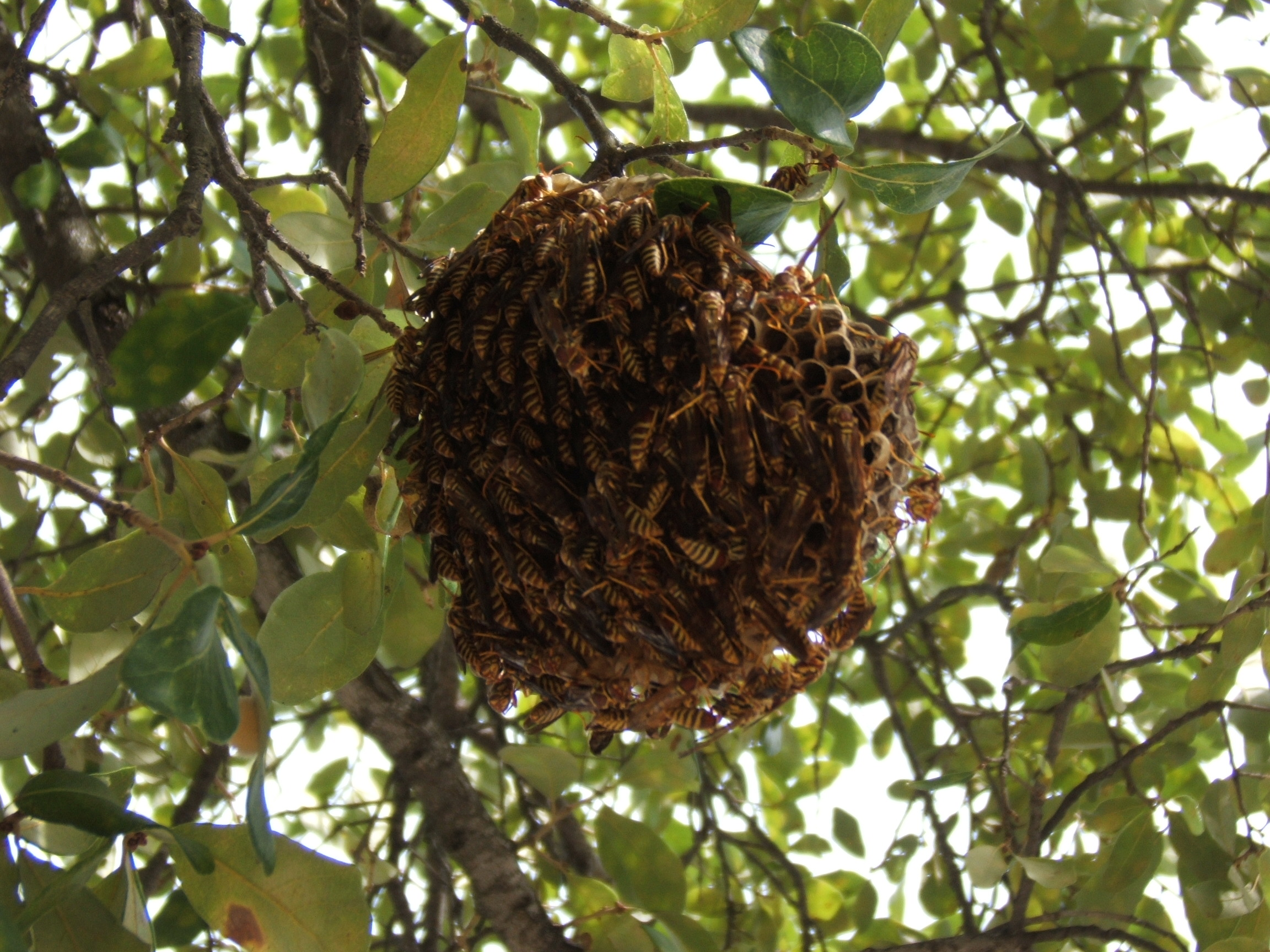
Гнездо бумажной осы
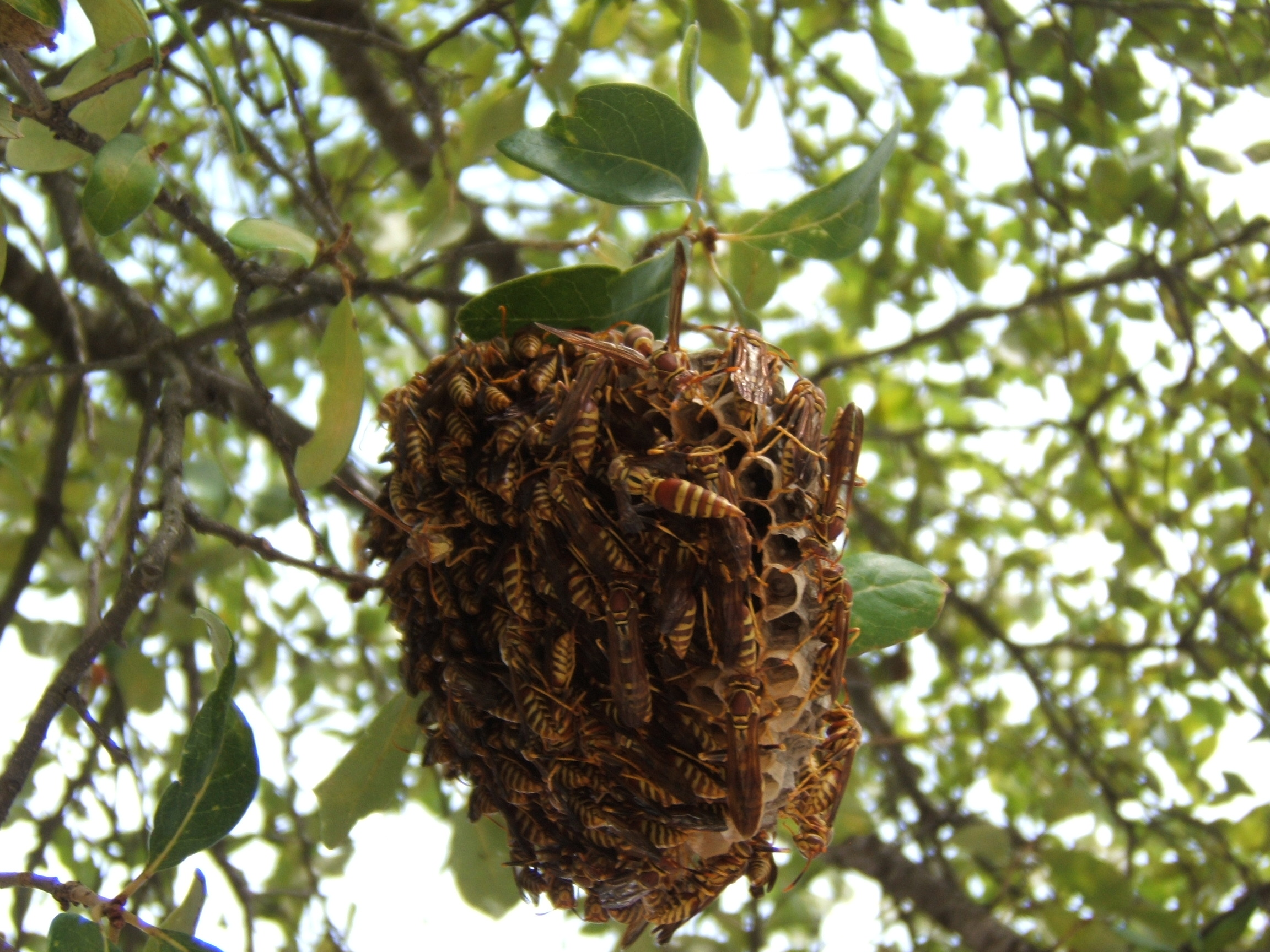
Другой угол
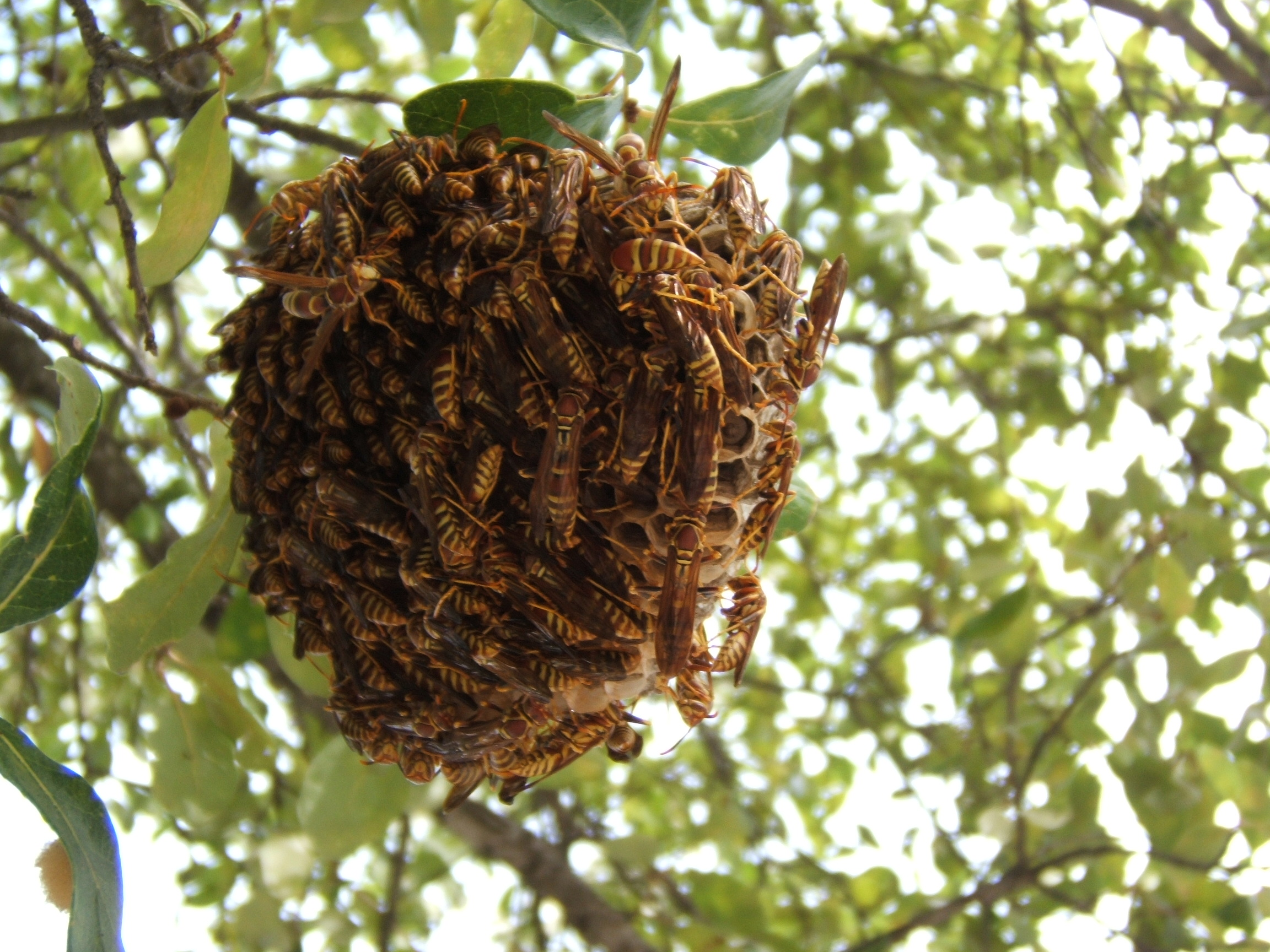
Другой угол

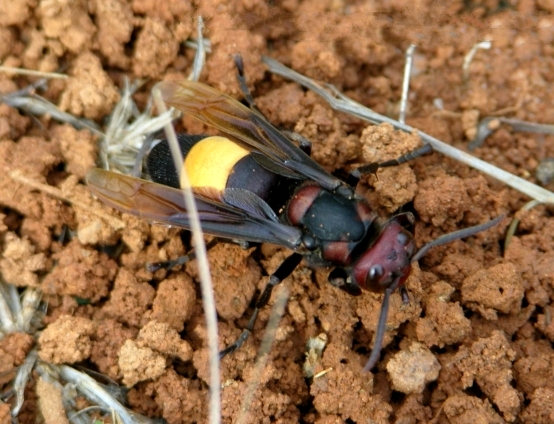
Vespa tropica из Индии
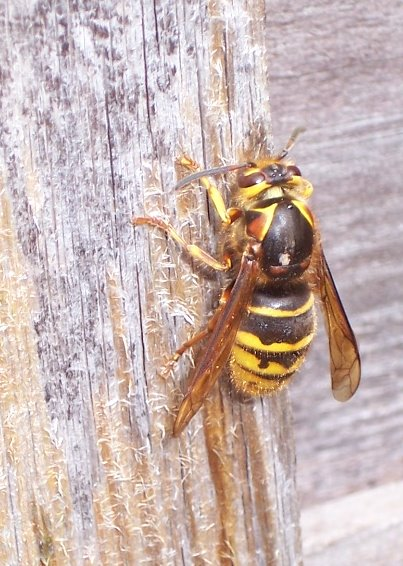
Vespa crabro  (Шершень обыкновенный) отрывает материал с забора для использования при постройке гнезда